# Canale Murray
Il canale Murray (a volte conosciuto col nome inglese, Murray Channel, o come Murray Narrows, cioè "stretto di Murray") è un canale della Terra del Fuoco, all'estremo sud del Cile.
Separa l'isola Hoste dall'isola Navarino e, a nord, è collegato al canale di Beagle. La sua salinità è circa del 31.8 per mille.
Lo stretto fa parte del comune di Cabo de Hornos, nella Provincia dell'Antartica Cilena, che fa parte della Regione di Magellano e dell'Antartide Cilena.

## Etimologia
Il nome del canale fu dato dall'HMS Beagle che, passando in quelle regioni, nel 1826 si ancorò presso l'isola Lennox, mandando una spedizione di quattro lance ad esplorare la costa e le isole attorno: questa spedizione circumnavigò l'isola Navarino, dando dei nomi a ciò che vedeva (isole, canali, baie).
Il canale Murray fu intitolato al tenente di vascello che aveva comandato la spedizione delle quattro lance.
Il canale Murray, che era il centro del territorio degli Yaghan, era da essi chiamato Yahgashaga ("Montagna-valle-canale"); da qui il missionario Thomas Bridges ricavò il nome di questi, "Yaghan".

## Storia
Gli Yaghan si insediarono sulle sponde del canale Murray circa 10000 anni fa. Ci sono vari siti archeologici che ne indicano i primi villaggi, come nella baia Wulaia, sull'isola Navarino.